# Marschnerstraße 23 (München)

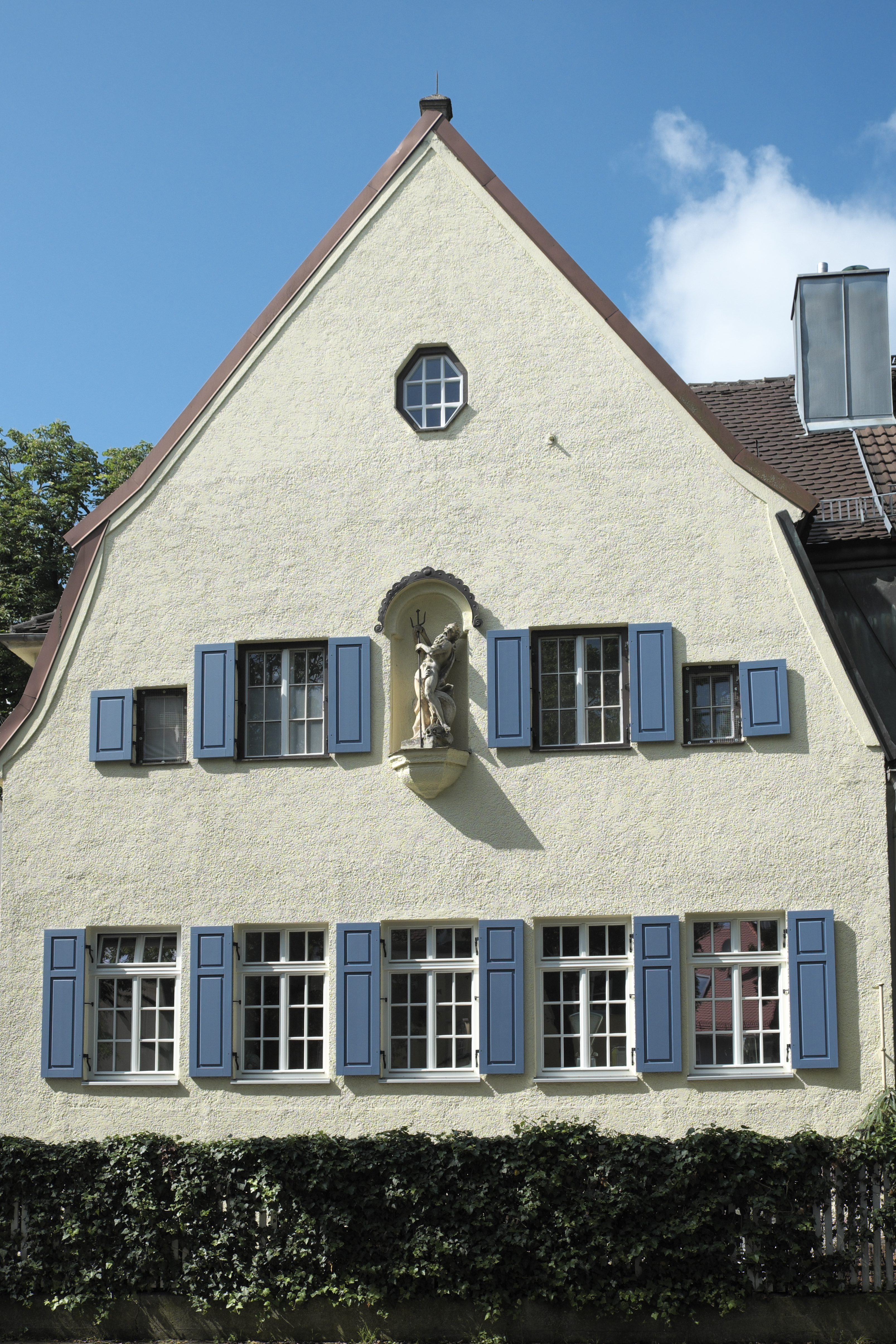
Haus Marschnerstraße 23 in Pasing

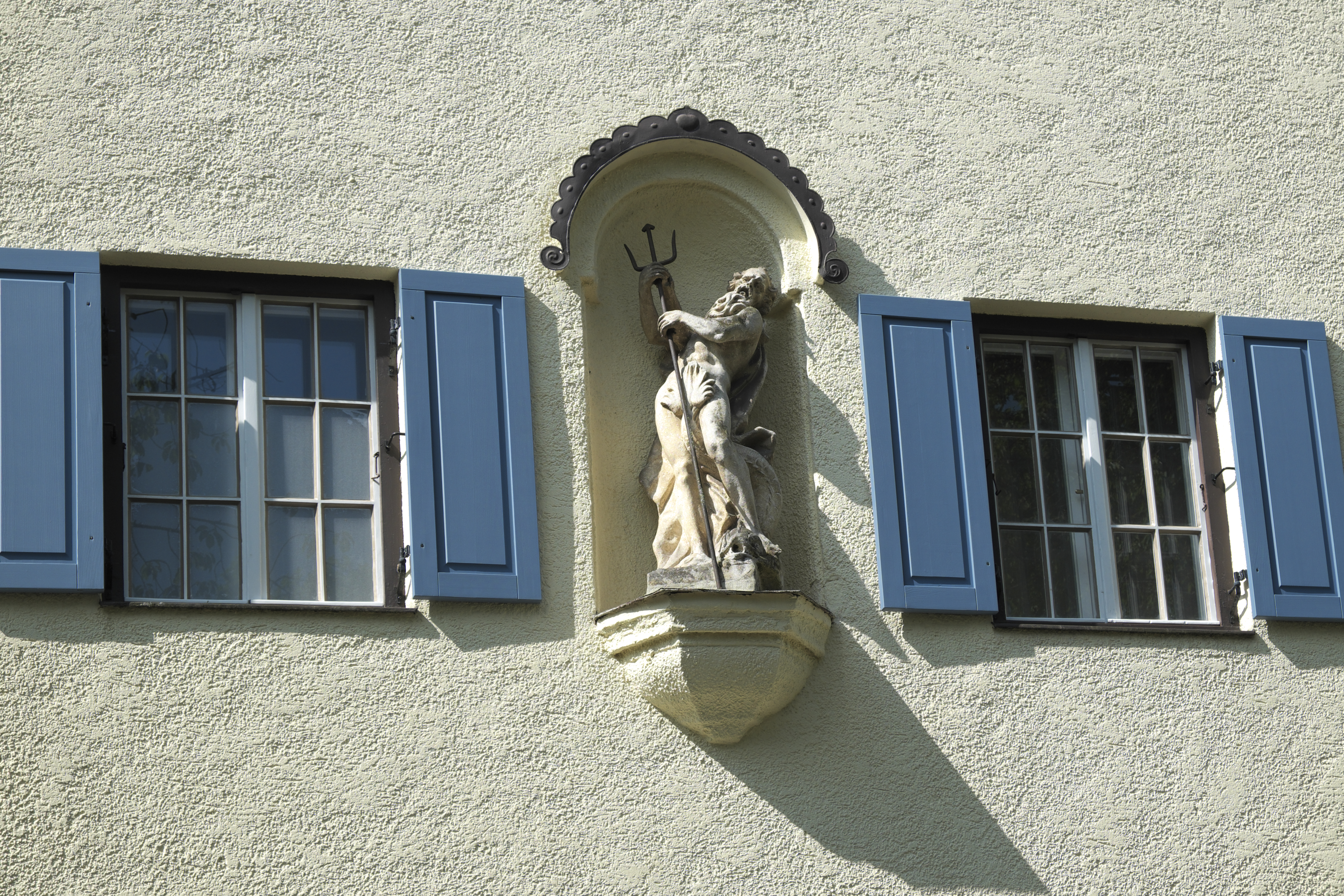
Neptunfigur

Das Wohnhaus Marschnerstraße 23 im Stadtteil Pasing der bayerischen Landeshauptstadt München wurde 1911 errichtet. Das Gebäude an der Marschnerstraße, das zur Villenkolonie Pasing II gehört, ist ein geschütztes Baudenkmal.
Das Wohnhaus im Heimatstil wurde von Edmund Lotterschmid erbaut. Es bildet mit der Nr. 25 eine Baugruppe.
An der Fassade befindet sich eine Nische mit Neptunfigur.